# رندی هرموس
رندی هرموس (انگلیسی: Randee Hermus؛ زادهٔ ۱۴ نوامبر ۱۹۷۹) بازیکن فوتبال اهل کانادا است.
وی همچنین در تیم ملی فوتبال زنان کانادا بازی کرده‌است.